# Copa Italia 1986-87
La Copa Italia 1986-87 fue la trigésimo novena edición del torneo. El Napoli salió campeón tras ganarle al Atalanta.

## Primera fase

### Grupo 1
| Equipo        | Pts. | PJ | PG | PE | PP | GF | GC | DG |
| ------------- | ---- | -- | -- | -- | -- | -- | -- | -- |
| Empoli        | 6    | 5  | 2  | 2  | 1  | 5  | 3  | +2 |
| Casertana (*) | 6    | 5  | 3  | 0  | 2  | 6  | 5  | +1 |
| Como          | 6    | 5  | 1  | 4  | 0  | 6  | 5  | +1 |
| Fiorentina    | 5    | 5  | 1  | 3  | 1  | 4  | 4  | 0  |
| Pescara       | 4    | 5  | 1  | 2  | 2  | 4  | 6  | -2 |
| Arezzo        | 3    | 5  | 0  | 3  | 2  | 3  | 5  | -2 |

- Nota: (*) Casertana se clasifica por sorteo.

### Grupo 2
| Equipo         | Pts. | PJ | PG | PE | PP | GF | GC | DG  |
| -------------- | ---- | -- | -- | -- | -- | -- | -- | --- |
| Internazionale | 9    | 5  | 4  | 1  | 0  | 14 | 5  | +9  |
| Bologna        | 7    | 5  | 3  | 1  | 1  | 10 | 3  | +7  |
| Udinese        | 6    | 5  | 3  | 0  | 2  | 8  | 7  | +1  |
| Catanzaro      | 5    | 5  | 2  | 1  | 2  | 11 | 9  | +2  |
| Catania        | 3    | 5  | 1  | 1  | 3  | 5  | 11 | -6  |
| Cavese         | 0    | 5  | 0  | 0  | 5  | 3  | 16 | -13 |

### Grupo 3
| Equipo    | Pts. | PJ | PG | PE | PP | GF | GC | DG |
| --------- | ---- | -- | -- | -- | -- | -- | -- | -- |
| Juventus  | 8    | 5  | 4  | 0  | 1  | 10 | 3  | +7 |
| Cremonese | 7    | 5  | 3  | 1  | 1  | 8  | 2  | +6 |
| Sampdoria | 7    | 5  | 3  | 1  | 1  | 5  | 3  | +2 |
| Lecce     | 3    | 5  | 1  | 1  | 3  | 3  | 5  | -2 |
| Monza     | 3    | 5  | 1  | 1  | 3  | 2  | 7  | -5 |
| Reggiana  | 2    | 5  | 0  | 2  | 3  | 2  | 10 | -8 |

### Grupo 4
| Equipo         | Pts. | PJ | PG | PE | PP | GF | GC | DG |
| -------------- | ---- | -- | -- | -- | -- | -- | -- | -- |
| Parma          | 8    | 5  | 4  | 0  | 1  | 6  | 1  | +5 |
| Milan          | 7    | 5  | 3  | 1  | 1  | 6  | 2  | +4 |
| Sambenedettese | 5    | 5  | 2  | 1  | 2  | 2  | 2  | 0  |
| Ascoli         | 5    | 5  | 2  | 1  | 2  | 5  | 6  | -1 |
| Triestina      | 3    | 5  | 1  | 1  | 3  | 2  | 5  | -3 |
| Barletta       | 2    | 5  | 1  | 0  | 4  | 2  | 7  | -5 |

### Grupo 5
| Equipo            | Pts. | PJ | PG | PE | PP | GF | GC | DG |
| ----------------- | ---- | -- | -- | -- | -- | -- | -- | -- |
| Napoli            | 10   | 5  | 5  | 0  | 0  | 10 | 2  | +8 |
| Lazio             | 6    | 5  | 2  | 2  | 1  | 8  | 3  | +5 |
| Cesena            | 6    | 5  | 2  | 2  | 1  | 3  | 3  | 0  |
| Lanerossi Vicenza | 3    | 5  | 0  | 3  | 2  | 3  | 5  | -2 |
| Taranto           | 3    | 5  | 1  | 1  | 3  | 1  | 7  | -6 |
| SPAL              | 2    | 5  | 0  | 2  | 3  | 1  | 6  | -5 |

### Grupo 6
| Equipo              | Pts. | PJ | PG | PE | PP | GF | GC | DG |
| ------------------- | ---- | -- | -- | -- | -- | -- | -- | -- |
| Atalanta            | 7    | 5  | 2  | 3  | 0  | 8  | 4  | +4 |
| Brescia             | 7    | 5  | 3  | 1  | 1  | 4  | 2  | +2 |
| Virescit Boccaleone | 5    | 5  | 2  | 1  | 2  | 7  | 4  | +3 |
| Genoa               | 5    | 5  | 1  | 3  | 1  | 5  | 5  | 0  |
| Messina             | 5    | 5  | 2  | 1  | 2  | 6  | 7  | -1 |
| Palermo             | 1    | 5  | 0  | 1  | 4  | 1  | 9  | -8 |

### Grupo 7
| Equipo   | Pts. | PJ | PG | PE | PP | GF | GC | DG |
| -------- | ---- | -- | -- | -- | -- | -- | -- | -- |
| Torino   | 7    | 5  | 2  | 3  | 0  | 6  | 3  | +3 |
| Cagliari | 6    | 5  | 1  | 4  | 0  | 5  | 4  | +1 |
| Avellino | 6    | 5  | 2  | 2  | 1  | 5  | 5  | 0  |
| Siena    | 5    | 5  | 2  | 1  | 2  | 3  | 2  | +1 |
| Modena   | 3    | 5  | 0  | 3  | 2  | 3  | 5  | -2 |
| Pisa     | 3    | 5  | 1  | 1  | 3  | 4  | 7  | -3 |

### Grupo 8
| Equipo        | Pts. | PJ | PG | PE | PP | GF | GC | DG |
| ------------- | ---- | -- | -- | -- | -- | -- | -- | -- |
| Hellas Verona | 9    | 5  | 4  | 1  | 0  | 8  | 2  | +6 |
| Roma          | 7    | 5  | 3  | 1  | 1  | 8  | 3  | +5 |
| Piacenza      | 5    | 5  | 1  | 3  | 1  | 6  | 7  | -1 |
| Bari          | 4    | 5  | 1  | 2  | 2  | 3  | 4  | -1 |
| Campobasso    | 3    | 5  | 0  | 3  | 2  | 0  | 5  | -5 |
| Perugia       | 2    | 5  | 0  | 2  | 3  | 2  | 6  | -4 |

## Segunda fase

### Octavos de final
| Local ida     | Resultado global | Local vuelta   | Ida | Vuelta |
| ------------- | ---------------- | -------------- | --- | ------ |
| Atalanta      | 2 – 1            | Casertana      | 2-1 | 0-0    |
| Cagliari      | 1 – 0            | Torino         | 1-0 | 0-0    |
| Empoli        | 0 – 3            | Internazionale | 0-2 | 0-1    |
| Juventus      | 2 – 0            | Lazio          | 0-0 | 2-0    |
| Milan         | 0 – 1            | Parma          | 0-1 | 0-0    |
| Napoli        | 6 – 0            | Brescia        | 3-0 | 3-0    |
| Roma          | 3 – 3            | Bologna (v.)   | 2-2 | 1-1    |
| Hellas Verona | 0 – 0 (3:4 p.)   | Cremonese      | 0-0 | 0-0    |

### Cuartos de final
| Local ida     | Resultado global | Local vuelta   | Ida | Vuelta |
| ------------- | ---------------- | -------------- | --- | ------ |
| Atalanta      | 1 – 0            | Parma          | 1-0 | 0-0    |
| (v.) Cagliari | 3 – 3            | Juventus       | 1-1 | 2-2    |
| Cremonese     | 2 – 2 (4:2 p.)   | Internazionale | 1-1 | 1-1    |
| Napoli        | 7 – 2            | Bologna        | 3-0 | 4-2    |

### Semifinal
| Local ida | Resultado global | Local vuelta | Ida | Vuelta |
| --------- | ---------------- | ------------ | --- | ------ |
| Atalanta  | 2 – 0            | Cremonese    | 2-0 | 0-0    |
| Cagliari  | 1 – 5            | Napoli       | 0-1 | 1-4    |

### Final
| Local ida | Resultado global | Local vuelta | Ida | Vuelta |
| --------- | ---------------- | ------------ | --- | ------ |
| Napoli    | 4 – 0            | Atalanta     | 3-0 | 1-0    |

## Detalle de partidos

### Ida
| 7 de junio de 1987 | Napoli                                                      | 3:0 (0:0) | Atalanta | Estadio San Paolo, Nápoles   |                              |
|                    | Alessandro Renica 67' · Ciro Muro 71' · Salvatore Bagni 77' |           |          | Árbitro(s): Giancarlo Redini | Árbitro(s): Giancarlo Redini |

Formaciones:
Napoli: C. Garella, C. Ferrara, G. Volpecina (88' T. Bigliardi), S. Bagni, M. Ferrario, A. Renica, L. Sola (59' C. Muro), F. Romano, G. Giordano, D. Maradona, A. Carnevale (81' L. Caffarelli). - DT:  Ottavio Bianchi.
Atalanta: O. Piotti, G. Rossi (81' A. Cantarutti), C. Gentile, C. Prandelli, C. Barcella, D. Progna, G. Stromberg, W. Bonacina, G. Incocciati (84' L. Pasciullo), M. Magrin, G. Compagno, B. Limido. DT:  Nedo Sonetti.

### Vuelta
| 7 de junio de 1987 | Atalanta | 0:1 (0:0) | Napoli             | Estadio Atleti Azzurri d'Italia, Nápoles |                          |
|                    |          |           | Bruno Giordano 85' | Árbitro(s): Carlo Longhi                 | Árbitro(s): Carlo Longhi |

Formaciones:
Atalanta: O. Piotti, G. Rossi (75' E. Perico), C. Gentile, A. Icardi, D. Progna, G. Stromberg, W. Bonacina, G. Compagno, M. Magrin, B. Limido (54' A. Cantarutti). DT:  Nedo Sonetti.
Napoli: C. Garella, C. Ferrara, G. Volpecina, (46' G. Bruscolotti), S. Bagni, T. Bigliardi, M. Ferrario, A. Carnevale (60' C. Muro), F. De Napoli (75' L. Caffarelli), B. Giordano, D. Maradona, F. Romano. DT:  Ottavio Bianchi.

## Mejores goleadores
- 1. Bruno Giordano (10 goles, Napoli)
- 2. Diego Armando Maradona (7, Napoli)
- 3. Andrea Carnevale (5, Napoli])